# Teresa O'Neill
Teresa Ann Jude O'Neill, baronne O'Neill de Bexley, née le 18 juillet 1961 est une femme politique du Parti conservateur britannique, cheffe du Conseil du London Borough of Bexley ; vice-présidente des conseils de Londres ; et vice-présidente de l'Association des gouvernements locaux.
Dans les honneurs spéciaux de 2022, elle reçoit une pairie à vie et le 7 novembre 2022, elle est créée baronne O'Neill de Bexley, de Crook Log dans le London Borough of Bexley.